# Xã Boeuf, Quận Gasconade, Missouri
Xã Boeuf (tiếng Anh: Boeuf Township) là một xã thuộc quận Gasconade, tiểu bang Missouri, Hoa Kỳ. Năm 2010, dân số của xã này là 1.087 người.